# Барнаул (аеропорт)
Барнаульський аеропорт (інші назви: Барнаул Західний, Михайлівка або Новомихайлівка, також Аеропорт Герман Титов) (IATA: BAX, ICAO: UNBB) — великий аеропорт в Алтайському краї, Росія знаходиться за 15 км на захід від Барнаулу. 

## Приймаємі повітряні судна
Ан-12, Ан-24, Ан-26, Ан-28, Ан-32, Ан-72, Ан-74, Іл-18, Іл-62, Іл-76, Іл-86, Як-40, Як-42, Ту-134, Ту-154Б, Ту-154М, Ту-204, Ту-214, А-310, A-319, A-320, Boeing 737, Boeing 757, Boeing 767, судна класом нижче і вертольоти всіх типів.

## Авіалінії та напрямки, листопад 2020
| Авіакомпанія  | Пункт призначення                                               |
| ------------- | --------------------------------------------------------------- |
| Aeroflot      | Москва-Шереметьєво                                              |
| Azur Air      | Сезонний чартер: Камрань, Паттайя, Пхукет                       |
| Iraero        | Іркутськ, Москва-Домодєдово, Ст Петербург Сезонний: Анапа, Сочі |
| Pegas Fly     | Сезонний чартер: Анталія                                        |
| Royal Flight  | Сезонний чартер: Пхукет                                         |
| S7 Airlines   | Москва-Домодєдово, Новосибірськ                                 |
| Ural Airlines | Худжанд, Москва-Домодєдово                                      |
| Utair         | Сургут                                                          |
| UVT Aero      | Казань                                                          |